# Carlos Wallace
Carlos Wallace (, ) é um compositor e versionista brasileiro.
Iniciou a carreira artística em meados da década de 1960, e teve suas primeiras composições e versões lançadas em 1967 pelo cantor Márcio Greyck, em LP lançado pela gravadora Polydor.

## Obra
- A história de Bonnie & Clyde (The Ballad of Bonnie & Clyde) (versão)
- Como um dia a nascer (A white shade of pale) (versão)
- De como um adolescente voltou à infância e descobriu como era mais fácil viver (A viagem) (c/ Márcio Greyck)
- E você (To give) (versão)
- Ela me deixou chorando (Lucy in the sky with diamonds) (versão)
- Espero chover (c/ Márcio Greyck)
- Lindo (Groovin) (versão)
- Mamãe me ensinou (Your mother should know) (versão)
- Minha menina (Eleanor Rigby) (versão)
- Não posso lhe prometer amor (I can't guarantee you love) (c/ Dee e Potter)
- O carpinteiro (If I were a carpenter) (versão)
- Por quem foi embora (Homburg) (versão)
- Primeiro beijo (c/ Márcio Greyck e Fernando Adour)
- Quero ser livre (I wanna be free) (versão)
- Se alguém chorou (Walk away Reneé) (versão)
- Se você quiser o meu amor (She'd rather be with me) (versão)
- Sempre vou te amar (When I'm sixty four) (versão)
- Só sei olhar pra você (Can't take my eyes of you) (versão)
- Soneca contra o Barão Vermelho (Snoopy vrs. The Red Baron) (versão)
- Sunny (versão)
- Venha sorrindo (c/ Márcio Greyck e Fernando Adour)
- Volte meu bem (versão)